# Dendrophthora roraimae
Dendrophthora roraimae là một loài thực vật có hoa trong họ Santalaceae. Loài này được (Oliv.) Ule mô tả khoa học đầu tiên năm 1914.